# Philodendron burle-marxii
Philodendron burle-marxii é uma planta do gênero Philodendron nativa da América do Sul, desde a Colômbia até o Equador e o Brasil. Batizada em homenagem ao arquiteto paisagista Roberto Burle Marx, ela é uma das mais de 50 plantas que carregam seu nome. Essa arácea pode se desenvolver como trepadeira e possui folhas lanceoladas, de coloração verde.